# Bitva o Tirad
Bitva o Tiradský průsmyk je vojenské střetnutí, které se odehrálo v Tiradském průsmyku na ostrově Luzon na Filipínách. Je též známé jako Filpínské Thermopyly (angl. Philipine Thermopilae). Padl zde velitel filipínských jednotek generál Gregorio Del Pilar. Akce měla zdržet Američany a umožnit Aguinaldovi útěk.